# 디센더

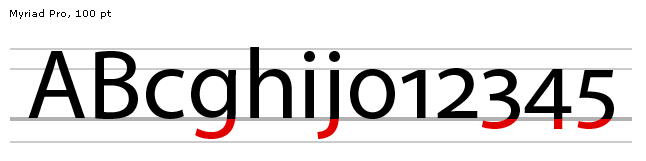
붉은색으로 표시된 부분이 디센더이다.

디센더 (descender)는 타이포그래피 용어로, 로마자 알파벳에서 글꼴의 자모가 베이스라인 밑으로 나와 있는 부분을 일컫는 말이다. 예컨대 알파벳 글자 'y'에서 디센더를 가리키면 v 밑에 대각선으로 뻗은 꼬리 부분을 말한다. 글자 'p'에서는 D 밑으로 바로 뻗어있는 수직선 부분을 가리킨다.
알파벳 글꼴에서 디센더가 들어간 자모를 꼽으면 대부분 소문자인 경우가 많으며, 'g', 'j', 'q', 'p', 'y' 등이 대표적이다. 하지만 글꼴에 따라서 숫자에도 디센더가 들어가는 경우가 있으며 '3', '4', '5', '7', '9' 등을 꼽을 수 있다. 이런 숫자는 옛날 서양에서 표기되던 방식으로, 마치 일반 문자처럼 표기했다 하여 '텍스트 피겨'라고 부른다. 이탤릭체 중에서는 '4'에만 디센더를 넣고 다른 숫자에는 디센더가 보이지 않는 글꼴도 있는데, 옛 방식대로의 숫자 글꼴로 취급되지는 않는다. 한편 대문자 중에서도 'J'나 'Q'에 디센더를 살리는 경우가 있는데 이쪽은 고대 로마의 대문자에서 영향을 받은 글꼴이다.
디센더의 반댓말로 어센더가 있는데, 이는 X높이 위로 뻗은 자모의 일부분을 가리키는 말이다.